# Zbigniew Januszko
Zbigniew Januszko (ur. 18 marca 1916 w Dniepropietrowsku, zm. 12 sierpnia 1995) – polski działacz państwowy i partyjny, ekonomista, w latach 1956–1959 przewodniczący Prezydium Wojewódzkiej Rady Narodowej w Olsztynie, poseł na Sejm PRL II kadencji.

## Życiorys
Syn Józefa i Anastazji. W latach 1935–1940 studiował w Szkole Głównej Handlowej, uzyskując absolutorium, w 1967 uzyskał tam magisterium (już po przekształceniu w SGPiS). Od 1940 zatrudniony w różnych oddziałach spółdzielni „Społem” w Warszawie, Sochaczewie i Radzyniu Podlaskim, pomiędzy 1942 a 1948 był kierownikiem oddziałów w Parczewie, Białymstoku, Wrocławiu, Szczecinie i Gdyni. Od 1948 do 1950 kierował regionalnym biurem Centralnego Urzędu Planowania w Olsztynie, później m.in. w zespole redakcyjnym „Komunikaty Mazursko-Warmińskie”.
W grudniu 1945 wstąpił do Polskiej Partii Socjalistycznej, w 1948 przeszedł do Polskiej Zjednoczonej Partii Robotniczej. Należał do Komitetu Wojewódzkiego PZPR w Olsztynie (1949–1959, w tym od 1956 członek egzekutywy). Zasiadał w Miejskiej Radzie Narodowej we Wrocławiu (1946) i w Wojewódzkiej Radzie Narodowej w Białymstoku (1945), zaś od 1956 do 1959 kierował prezydium WRN w Olsztynie. W latach 1957–1961 zasiadał w Sejmie PRL II kadencji (z okręgu Nowe Miasto Lubawskie). Od 1959 do 1968 zastępca przewodniczącego Komisji Planowania przy Radzie Ministrów, następnie do 1972 prezes Centralnego Urzędu Gospodarki Wodnej. Od maja 1972 do września 1975 podsekretarz stanu w Ministerstwie Handlu Wewnętrznego i Usług, zaś od 1978 do 1981 dyrektor generalny w Urzędzie Pełnomocnika Rządu do spraw Zagospodarowania Wisły.
Pochowany na cmentarzu komunalnym Północnym w Warszawie.

## Odznaczenia
Odznaczony m.in. Krzyżem Komandorskim Orderu Odrodzenia Polski (1969), Srebrnym (1946) i dwukrotnie Złotym (1946, 1954) Krzyżem Zasługi. W 1960 otrzymał Odznakę honorową „Zasłużony dla Warmii i Mazur”.